# Alexia Sedykh
Alexia Sedykh (née le 13 septembre 1993 à Paris) est une athlète française spécialiste du lancer du marteau. Elle est la fille de l'Ukrainien Youri Sedykh, recordman du monde, champion du monde et double champion olympique du lancer du marteau, et de la Française d'origine russe Natalya Lisovskaya, championne olympique et du monde du lancer du poids, et actuelle détentrice du record du monde de la spécialité,, ainsi que la demi-sœur d'Oksana Kondratyeva.

## Carrière
Huitième des Championnats du monde jeunesse 2009, compétition mettant aux prises les meilleurs athlètes de moins de dix-sept ans, Alexia Sedykh remporte la médaille d'or des premiers Jeux olympiques de la jeunesse d'été à Singapour avec un lancer à 59,08 m. Elle détient avec 62,17 m l'une des meilleures performances européennes juniors de l'année 2010.
En 2011, Alexia Sedykh remporte la médaille de bronze des Championnats d'Europe juniors de Tallinn en améliorant sa meilleure marque avec 65,02 m.
Elle remporte la médaille d'argent derrière sa compatriote Alexandra Tavernier lors des championnats du monde juniors de Barcelone.

## Palmarès
| Date | Compétition                    | Lieu      | Place | Distance |
| ---- | ------------------------------ | --------- | ----- | -------- |
| 2010 | Jeux olympiques de la jeunesse | Singapour | 1re   | 59,08 m  |
| 2011 | Championnats d'Europe juniors  | Tallinn   | 3e    | 65,02 m  |
| 2012 | Championnats du monde juniors  | Barcelone | 2e    | 67,34 m  |
| 2013 | Championnats d'Europe espoirs  | Tampere   | 3e    | 66,67 m  |
| 2015 | Championnats d'Europe espoirs  | Tallinn   | 4e    | 67,37 m  |

### Records
| Épreuve           | Performance | Lieu   | Date         |
| ----------------- | ----------- | ------ | ------------ |
| Lancer du marteau | 70,77 m     | Amiens | 27 juin 2015 |